# Vaunthompsoniinae
De Vaunthompsoniinae zijn een van de drie onderfamilies van de Bodotriidae, een familie van zeekomma's. De wetenschappelijke naam voor de onderfamilie werd, als naam voor een familie, in 1878 voorgesteld door Georg Ossian Sars.

## Anatomie
Vaunthompsoniinae zijn zeekomma's die, zoals de andere leden van de familie, geen vrij telson bezitten. Het is vergroeid met het laatste pleon segment en vormt alsdusdanig een pleotelson. De mannetjes bezitten vijf paar zwempootjes (pleopoden). Bij vrouwtjes is de tweede antenne sterk gereduceerd en veel kleiner dan de eerste antenne. De derde maxillipede bezit altijd een exopodiet (buitenste vertakking). Exopodieten ook op tweede en volgende paren pereopoden. De endopodiet (binnenste tak) van de uropode bestaat uit één of twee segmentjes.

## In België
Eén soort uit de onderfamilie Vaunthompsoniinae is gedocumenteerd uit het Belgische deel van de Noordzee: Cumopsis goodsir.

## Systematiek
De Vaunthompsoniinae zijn een kleine onderfamilie die 96 soorten in 18 geslachten telt:
- Bathycuma Hansen, 1895
- Cumopsis G.O. Sars, 1865
- Gaussicuma Zimmer, 1907
- Gephyrocuma Hale, 1936
- Gigacuma Kurian, 1951
- Glyphocuma Hale, 1944
- Heterocuma Miers, 1879
- Hypocuma Jones, 1973
- Leptocuma G.O. Sars, 1873
- Paravaunthompsonia Mühlenhardt-Siegel, 2008
- Picrocuma Hale, 1936
- Pomacuma Hale, 1944
- Pseudopicrocuma Akiyama, 2012
- Pseudosympodomma Kurian, 1954
- Scyllarocuma Corbera, 2006
- Sympodomma Stebbing, 1912
- Vaunthompsonia Bate, 1858
- Zenocuma Hale, 1944